# 黑策拉特
黑策拉特是德国莱茵兰-普法尔茨州的一个市镇。总面积13.87平方公里，总人口2182人，其中男性1081人，女性1101人（2011年12月31日），人口密度157人/平方公里。